# Leo Peelen
 Leopoldus Eduardus Theoduris „Leo“ Peelen (* 16. Juli 1968 in Arnhem; † 24. März 2017 in Apeldoorn) war ein niederländischer Radsportler.

## Karriere
Leo Peelen wurde 1983 und 1984 niederländischer Jugendmeister im Punktefahren. 1986 errang er den nationalen Titel bei den Junioren in der Einerverfolgung und im Jahr danach mit Ralph Moorman im Zweier-Mannschaftsfahren.
1988 wurde Peelen niederländischer Meister der Elite im Zweier-Mannschaftsfahren, mit Thierry Détant. Im selben Jahr startete er bei den Olympischen Sommerspielen in Seoul im Punktefahren und errang die Silbermedaille. Im Jahr darauf wurde er bei den UCI-Bahn-Weltmeisterschaften 1989 in Lyon Dritter im Punktefahren. 1990 gewann er die Berliner Etappenfahrt.
Kurz danach beendete Leo Peelen seine sportliche Karriere aus beruflichen Gründen. Er organisierte Radrennen, beteiligte sich an Benefiz-Radrennen und war Botschafter der niederländischen Krebs-Stiftung „Tegenkracht“. Zudem war er Vorsitzender der Bahnkommission des niederländischen Radsportverbandes Koninklijke Nederlandsche Wielren Unie (KNWU).
Leo Peelen war ein Cousin des Radrennfahrers Kenny van Hummel.